# Államok vezetőinek listája 222-ben
Ezen az oldalon az i. sz. 222-ben fennálló államok vezetőinek névsora olvasható földrészek, majd országok szerinti bontásban. 

## Európa
- Boszporoszi Királyság
  - Király: II. Rhészkuporisz (211/212–226/227)

- Római Birodalom
  - Császár: Elagabal (218–222)
  - Császár: Severus Alexander (222–235) 
    - Consul: Elagabal császár
    - Consul: Bassianus Alexanius

## Ázsia
- Armenia
  - Király: II. Tiridatész (216–252)

- Harakéné
  - Király: III. Abinergaosz (210–222)

- Ibériai Királyság
  - Király: Vacse (216–234)

- India
  - Anuradhapura
    - Király: Voharika Tissza (215–237)

- Japán
  - Császárnő: Dzsingú (200–269)

- Kína
  - Vej
    - Császár: Cao Pi (220–226)

  - Su Han
    - Császár: Liu Pej (221–223)

- Korea
  - Pekcse
    - Király: Kuszu (214–234)

  - Kogurjo
    - Király: Szanszang (197–227)

  - Silla
    - Király: Nehe (196–230)

  - Kumgvan Kaja
    - Király: Kodung (199–259)

- Kusán Birodalom
  - Király: II. Kaniska (220–242)

- Pártus Birodalom
  - Nagykirály: VI. Vologaészész (207–227)
  - Ellenkirály: IV. Artabanosz (213–224)

## Afrika
- Római Birodalom
  - Aegyptus provincia
    - Praefectus: Geminius Chrestus (219–221)
    - Praefectus: Marcus Aedinius Iulianus (222–223)

- Kusita Királyság
  - Kusita uralkodók listája

## Fordítás
- Ez a szócikk részben vagy egészben  a   Liste der Staatsoberhäupter 222 című német Wikipédia-szócikk ezen változatának fordításán alapul.  Az eredeti cikk szerkesztőit annak laptörténete sorolja fel. Ez a jelzés csupán a megfogalmazás eredetét és a szerzői jogokat jelzi, nem szolgál a cikkben szereplő információk forrásmegjelöléseként.